# Moduza
Moduza is een geslacht van vlinders uit de familie Nymphalidae.

## Soorten
- Moduza imitata Butler, 1883
- Moduza jumaloni (Schröder, 1976)
- Moduza lycone (Hewitson, 1859)
- Moduza lymire (Hewitson, 1859)
- Moduza mata (Moore, 1858)
- Moduza nuydai Shirôzu & Saigusa, 1970
- Moduza pintuyana (Semper, 1878)
- Moduza procris (Cramer, 1777)
- Moduza thespias (Semper, 1889)
- Moduza urdaneta (C. & R. Felder, 1863)